# Remedio
Un «remedio» es cualquier recurso o medio de orden químico, físico o psicológico utilizado para producir un cambio favorable en las enfermedades ya sea para aliviarlas o sanarla. Dentro de los recursos químicos se incluye el uso de medicamentos.

## Remedio vs. medicamento
De acuerdo con la Real Academia Española, en su cuarta acepción de remedio, se indica que es "aquello que sirve para producir un cambio favorable en las enfermedades." Con mucha frecuencia se suele considerar el término "remedio", con medicamento, lo cual no es correcto. En versiones anteriores del diccionario de la RAE se menciona que en, cuestiones médicas, un remedio es "medio, disposición o medida para reparar o evitar un daño, o para salvar un inconveniente", lo cual calza con la acepción número 1 de la publicación. Sin embargo, en la cuarta acepción, la partícula pronombre "aquello", permite incorporar a la definición de "remedio" no solo la farmacoterapia, sino también, la hidroterapia, masoterapia, termoterapia, el uso de placebos e incluso pseudociencias como la homeopatía.
El concepto de remedio, como sinónimo de medicamento, es de uso amplio en España, mientras que en otros países de habla hispana el término se ajusta a la convención de la RAE. Un medicamento se define como uno o más fármacos, integrados en una forma farmacéutica, destinados a usarse para aliviar o mejorar el estado de salud de los enfermos, o para modificar estados fisiológicos. Dada esta definición, se deduce que todo medicamento es un compuesto químico con una estructura química específica. En virtud de su estructura, el medicamento tiene ciertas propiedades que por lo general se dividen en propiedades químicas y propiedades biológicas. Las propiedades de cualquier medicamento determinan los efectos que se producirán cuando este se administre. Por consiguiente, los medicamentos producen efectos al influir en el funcionamiento de las células.
En cambio, un remedio pudiera no estar relacionado con el ingreso al organismo para modificar alguna función. Aún y si se considera que un masaje (masoterapia) produce cambios, este tipo de terapia no es un medicamento tal como indica la definición. Un té de valeriana puede ayudar a conciliar el sueño a personas que sufren insomnio, pero no puede ser llamado medicamento debido a que, para ser considerado como uno, debe haber sido preparado bajo estándares farmacéuticos y liberado al público en una forma farmacéutica con un principio activo descrito y aislado. Un ejemplo de esto último es la digoxina, extraída de la planta Digitalis lanata, hoy prescrita como agente antiarrítmico, pero que llegó a ser empleada como remedio para la insuficiencia cardíaca en forma de tizanas. Después de aislar este principio activo, que es el que causa los efectos farmacológicos, se integró tras varios estudios clínicos a formar parte del arsenal médico como medicamento.

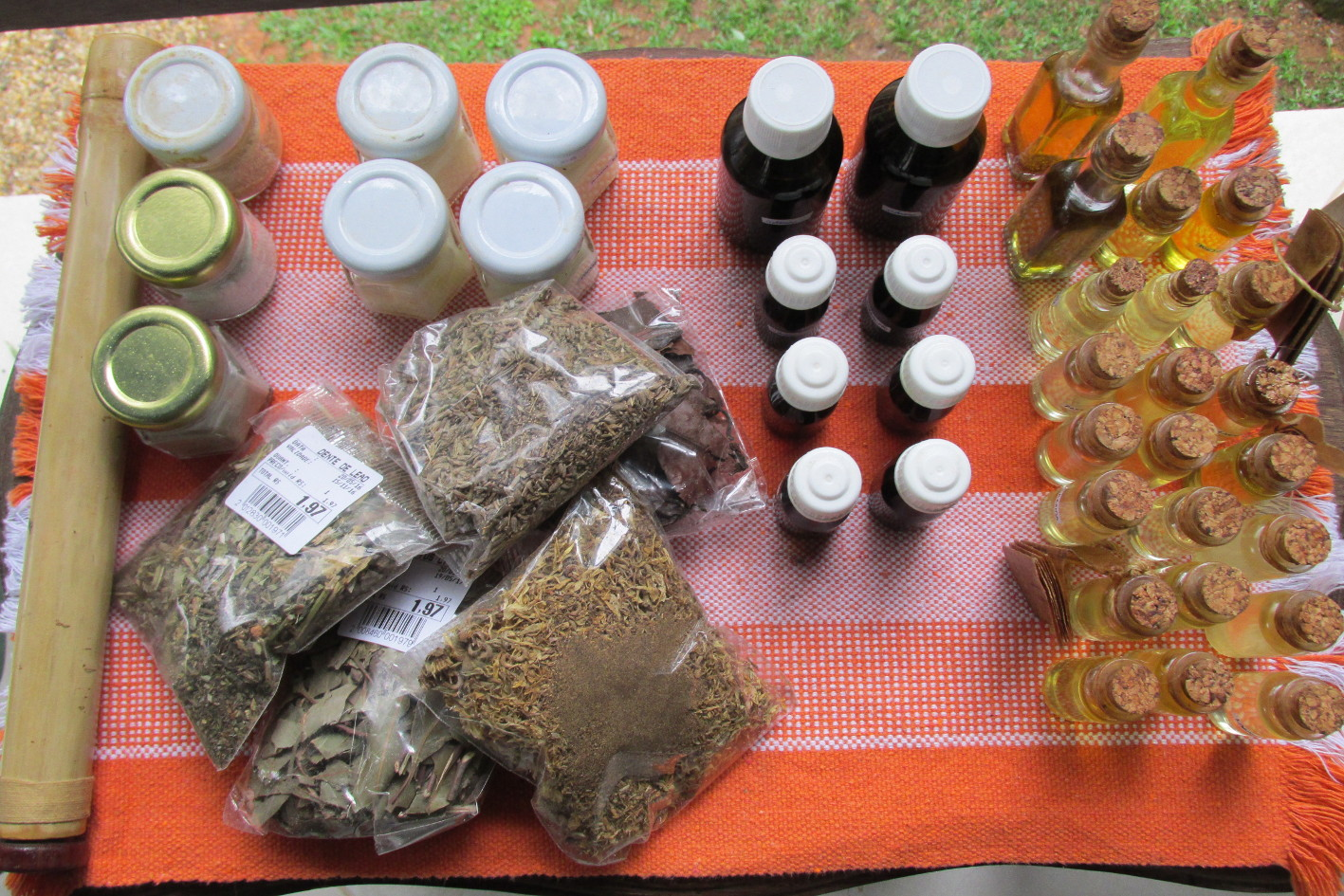
Remedios naturales en venta callejera.

No siempre un remedio es capaz de sanar, por ejemplo, las tizanas aun después de seguir las recetas de preparación pudieran no tener la misma fuerza terapéutica, y esto se debe a que la cantidad de principios activos pueden verse disminuidos por el clima, sequías, transporte, contaminantes, tipo de almacenaje, etc.; mientras que un medicamento de calidad farmacéutica siempre tendrá la misma cantidad de sustancia activa en el comprimido, la cápsula o el líquido para inyectar. Así mismo las pruebas de biodisponibilidad permiten garantizar que el producto adquirido sea confiable en su mecanismo de acción y su farmacodinamia, lo que hace que sus acciones dentro del organismo sean predecibles.
Se añade que un medicamento puede, de hecho, formar parte del concepto de remedio, ya que la misión de este último —por definición— es precisamente aliviar o sanar, independientemente de si funciona en unas personas o no.

## Degradación del término remedio
Hoy día, el término remedio ha sido relegado a las supuestas curas naturales a base de productos herbolarios, muchos de los cuales no poseen fundamento científico. Los remedios naturales, con esa asignación, siguen vendiéndose en tiendas de productos naturales y yerberías en México y Centro y Sudamérica.
En México, la Norma Oficial Mexicana NOM-073-SSA1-2015, hace una clara distinción entre fármaco, medicamento y remedio herbolario, en tanto que la farmacopea solo usa el término "remedio" para ser empleado en la Farmacopea Herbolaria de los Estados Unidos Mexicanos, donde se informa de los procesos analíticos y especificaciones técnicas que deben cumplirse para plantas y derivados de estas que vayan a ser empleados para fabricar medicamentos y remedios herbolarios.